# 청송군의 문화유산
청송군의 문화유산은 다음 각호의 1에 해당하는 것을 말한다.
1. 「문화재보호법」(이하 " 법"이라 한다)에 의거 문화재로 지정·등록되지 아니한 것으로서청송의 역사와 예술, 학술상 가치가 있는 것과 이에 준하는 유·무형의 자료
2. 지역 문화재로서 보존가치가 있는 것으로 기대되는 유산
3. 기타 지역의 전통문화 등을 연구하는데 필요한 자료

## 지정 목록

### 유형
| 번호 | 그림 | 명칭                          | 소재지                                    | 소유자 (관리자) | 지정·해제일자                                                             | 비고 |
| ---- | ---- | ----------------------------- | ----------------------------------------- | --------------- | ------------------------------------------------------------------------- | ---- |
| 1호  |      | 청송향교 (靑松鄕校)           | 청송군 청송읍 월막리                      |                 | 2009년 9월 1일 지정, 2012년 6월 11일 해제, 경북 문화재자료 제593호로 승격 |      |
| 2호  |      | 병암서원 (屛巖書院)           | 청송군 부남면 구천리 63                   | 병암서원        | 2009년 9월 1일 지정                                                       |      |
| 3호  |      | 송학서원 (松鶴書院)           | 청송군 안덕면 장전리 958-3                | 송학서원        | 2009년 9월 1일 지정                                                       |      |
| 4호  |      | 태조강헌 대왕영전             | 청송군 진보면 진안리 18-8                 | 청송군청        | 2009년 9월 1일 지정                                                       |      |
| 5호  |      | 적원일기                      | 대구 서구 중리동 26-1 롯데캐슬106동1604호 | 심봉섭          | 2009년 9월 1일 지정                                                       |      |
| 6호  |      | 벽절정                        | 청송군 청송읍 덕리 67-1                   | 청송심씨문중    | 2009년 9월 1일 지정                                                       |      |
| 7호  |      | 영이정                        | 청송군 청송읍 청운리 534-28               | 평해황씨종중    | 2009년 9월 1일 지정                                                       |      |
| 8호  |      | 부강서당                      | 청송군 주왕산면 상평리 213-1              | 서 점           | 2009년 9월 1일 지정                                                       |      |
| 9호  |      | 낙은재                        | 청송군 부남면 감연리 1246                 | 흥해배씨종중    | 2009년 9월 1일 지정                                                       |      |
| 10호 |      | 겸와재(침류헌)                | 청송군 현동면 월매리 312                  | 영양남씨종중    | 2009년 9월 1일 지정                                                       |      |
| 11호 |      | 동계정                        | 청송군 안덕면 덕성리 510                  | 함안조씨종중    | 2009년 9월 1일 지정                                                       |      |
| 12호 |      | 일신재                        | 청송군 안덕면 장전리 108                  | 안동권씨종중    | 2009년 9월 1일 지정                                                       |      |
| 13호 |      | 청송심씨 찰방공종택           | 청송군 파천면 덕천리 178-2                | 심재종          | 2009년 9월 1일 지정                                                       |      |
| 14호 |      | 소류정 (小流亭)               | 청송군 파천면 덕천리 121                  |                 | 2009년 9월 1일 지정, 2012년 8월 9일 해제, 등록문화재 제497호로 승격       |      |
| 15호 |      | 망미정 (望美亭)               | 청송군 청송읍 월막리 183                  | 청송군청        | 2009년 9월 1일 지정                                                       |      |
| 16호 |      | 찬경루 편액 (讚慶樓 篇額)     | 청송군 청송읍 월막리 373(한국국학진흥원)  | 청송심씨대종회  | 2010년 12월 1일 지정                                                      |      |
| 17호 |      | 송백강릉 편액 (松栢岡陵 篇額) | 청송군 청송읍 월막리 373(한국국학진흥원)  | 청송심씨대종회  | 2010년 12월 1일 지정                                                      |      |
| 18호 |      | 송정고택 (松庭古宅)           | 청송군 파천면 송소고택길 15-1             |                 | 2010년 12월 1일 지정, 2015년 5월 18일 해제, 경북 기념물 제631호로 승격    |      |
| 19호 |      | 창실고택 (昌室古宅)           | 청송군 파천면 덕천리 209                  | 심재흥          | 2010년 12월 1일 지정                                                      |      |
| 20호 |      | 조용일 가옥 (趙鏞一 家屋)     | 청송군 파천면 지경리 391                  | 조왕제          | 2010년 12월 1일 지정                                                      |      |
| 21호 |      | 만취정                        | 청송군 청송읍 청운리 산35                 | 평해황씨문중    | 2014년 3월 6일 지정                                                       |      |
| 22호 |      | 만우정                        | 청송군 부남면 감연리 783                  | 청송심씨문중    | 2014년 3월 6일 지정                                                       |      |
| 23호 |      | 사양서원 (泗陽書院)           | 청송군 파천면 중평리 257                  | 평산신씨종중    | 2014년 3월 6일 지정                                                       |      |
| 24호 |      | 목계성황당                    | 청송군 파천면 송강리 240-13               | 목계마을회      | 2014년 3월 6일 지정                                                       |      |

### 무형
| 번호 | 그림 | 명칭       | 소재지                    | 소유자 (관리자) | 지정·해제일자       | 비고 |
| ---- | ---- | ---------- | ------------------------- | --------------- | ------------------- | ---- |
| 1호  |      | 청송사기장 | 청송군 주왕산면 신점리 86 | 고만경          | 2009년 9월 1일 지정 |      |

## 참고 문헌
- 청송군 홈페이지 - 고시/공고 보관됨 2019-06-15 - 웨이백 머신